# Poulyny
Poulyny (en ukrainien : Пулини) est une commune urbaine de l'oblast de Jytomyr, en Ukraine, et le centre administratif du raïon de Poulyny. Sa population s'élevait à 5 454 habitants en 2013.

## Géographie
Poulyny se trouve à 35 km au nord-ouest de Jytomyr, à 160 km à l'ouest de Kiev.

## Histoire
La première mention de Poulyny remonte au milieu du XIIe siècle : c'était alors le village de Tchortolissy (en ukrainien : Чортоліси), nom qui serait dérivé de « Bois du diable » (Чортів ліс), sans doute en raison des bois et des marais impénétrables qui l'environnent. Tchortolissy était située sur un ancien chemin conduisant de Kiev vers l'ouest. Au XIVe siècle, la localité appartenait au Grand duché de Lituanie puis passa au XVIe siècle entre les mains de seigneurs féodaux polonais. À partir de 1578, le village porte le nom de Poulyny.
En 1793, à l'occasion de la deuxième partition de la Pologne, Poulyny passa sous la souveraineté de l'Empire russe et fut rattachée au district de Jytomyr. Après l'abolition du servage, en 1861, l'artisanat et l'industrie commencèrent à se développer. Des fabriques de bougies et d'allumettes, une usine de meubles furent ainsi mises en service. Au début du XXe siècle, on trouvait également une fonderie de fer, deux brasseries, une fabrique de tuiles et d'objets en céramique. 
Après la révolution russe et la guerre civile, le régime soviétique s'établit à Poulyny en juin 1920. Le 20 juin 1930, elle devint le centre administratif du raïon autonome allemand de Poulyny (en russe : Пулинский немецкий национальный район, Poulinski nemetski natsionalny raïon), qui comprenait trente villages. En février 1931, Poulyny fut rattaché à l'oblast de Kiev. En 1934, une vague de répression s'abattit sur le raïon autonome, en raison de son faible taux de collectivisation (34 %) et les Allemands furent considérés comme des agents nazis. Le raïon autonome fut liquidé en 1935 et Poulyny rebaptisée Krasnoarmeïsk (en russe : Красноармейск) le 3 octobre 1935.

## Population
Recensements (*) ou estimations de la population :
| 1923* | 1926* | 1959* | 1970* | 1979* | 1989* |
| ----- | ----- | ----- | ----- | ----- | ----- |
| 1 243 | 3 368 | 2 224 | 4 081 | 5 011 | 5 396 |

| 2001* | 2009  | 2010  | 2011  | 2012  | 2013  |
| ----- | ----- | ----- | ----- | ----- | ----- |
| 5 396 | 5 449 | 5 465 | 5 472 | 5 463 | 5 454 |

## Transports
Par la route, Poulyny se trouve à 40 km de Jytomyr.

## Honneur
L'astéroïde (241192) Poulyny porte son nom.